# Jaroslav Marek (fotbalista)
Jaroslav Marek (* 1945) byl český fotbalista, záložník.

## Fotbalová kariéra
V československé lize hrál za Bohemians Praha. Nastoupil ve 2 ligových utrkáních. Gól v lize nedal. Do Bohemians přišel z Admiry 8.

## Ligová bilance
| Ročník                                   | Zápasy | Góly | Klub            |
| ---------------------------------------- | ------ | ---- | --------------- |
| 1. československá fotbalová liga 1973/74 | 1      | 0    | Bohemians Praha |
| 1. československá fotbalová liga 1974/75 | 1      | 0    | Bohemians Praha |
| CELKEM                                   | 2      | 0    |                 |